# Balleró
Balleró és una masia del municipi d'Olvan (Berguedà) inclosa en l'Inventari del Patrimoni Arquitectònic de Catalunya.

## Descripció
És una masia edificada el segle xvii i engrandida al segle xviii. És de planta rectangular amb carener paral·lel a la façana principal, orientada a migdia i coberta a doble vessant. Correspon al tipus clàssic de masies que el segle xviii es caracteritzaven per l'eixida d'arc de mig punt (planta baixa i primer pis). L'era de les cases queda tancada per un porxo i per les dependències annexes i està totalment enllosat.

## Història
El Ballaró és una masia edificada al s. XVIII (les primeres llindes daten el 1683) i fou ampliada i consolida el s. XVIII seguint l'esquema tradicional de Masies amb gelaries o eixides. La casa conserva un arxiu familiar amb una interessant documentació de pergamins i protocols del segle xiv. La propietat ha canviat una sola vegada de cognom: de l'original Ballaró al d'avui dia Canudas (fruit del matrimoni de la pubilla amb un cavaller de la veïna de Canudes de Casserres). El monestir de Sant Pere de la Portella tenia drets dominicals sobre el mas Ballaró. Aquest terme, entre d'altres, fou capbrevat el 7-2-1610.